# Melitta (entreprise)
‌
Pour les articles homonymes, voir Melitta.
Melitta est une entreprise allemande spécialisée dans la fabrication et la distribution de petit électroménager (cafetières, bouilloires) et d'accessoires pour produits ménagers : filtres à café en papier filtre, sac pour aspirateurs, détartrant. L'entreprise porte le prénom de l'inventrice de l'entrepreneuse allemande qui a inventé le filtre à café en 1908, Melitta Bentz. Les petits-enfants de Melitta Bentz, Thomas et Stephen, contrôlent toujours le Melitta Group KG dont le siège est à Minden. Le groupe emploie 3 300 employés répartis dans cinquante entreprises.

## Histoire

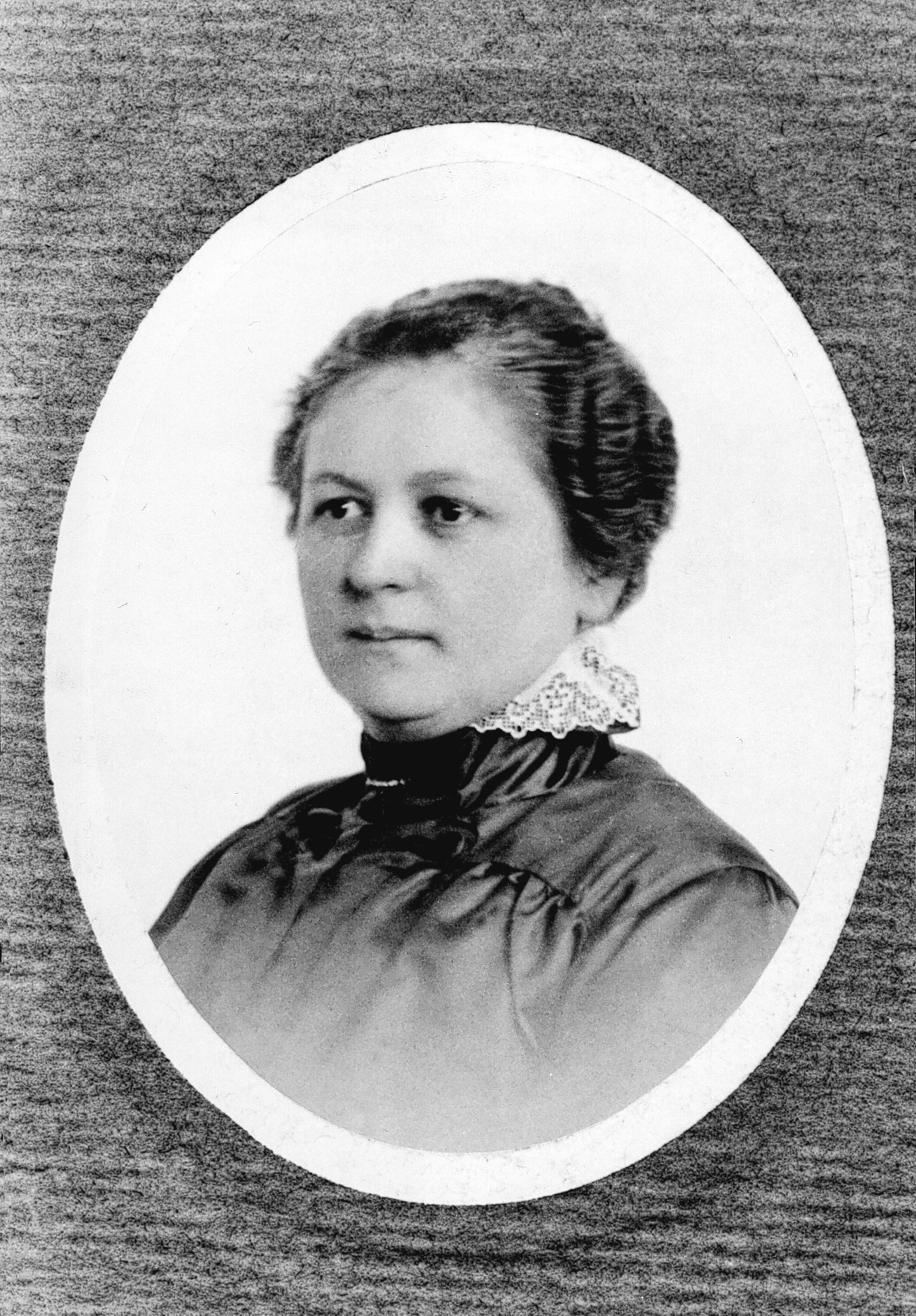
Melitta Bentz

- 1908 : Melitta Bentz, une ménagère de Dresde, afin de filtrer son café, perce des trous dans le fond d'un pot à café. Le résultat n'étant pas optimal, elle décide de faire un 2e filtre en plaçant une feuille de papier buvard issu d'un cahier d'école de son fils. Elle y met du café et verse de l'eau chaude et le filtre à café en papier est né. Il est ensuite déposé au Bureau Royal des Patentes de Berlin et enregistré en juillet.
- 1920 : définition de l'emballage rouge et vert, protégeant visuellement le produit par son conditionnement.
- 1932 : première apparition du logotype, la marque sous forme manuscrite.

Au décès de Melitta Bentz, la génération suivante, composée de ses fils, Stephen, Thomas et Jörge prennent tous les 3 la direction de Melitta, voulant en faire l'une des principales entreprises familiales allemandes. Pour cela, une forte diversification des activités est engagée.

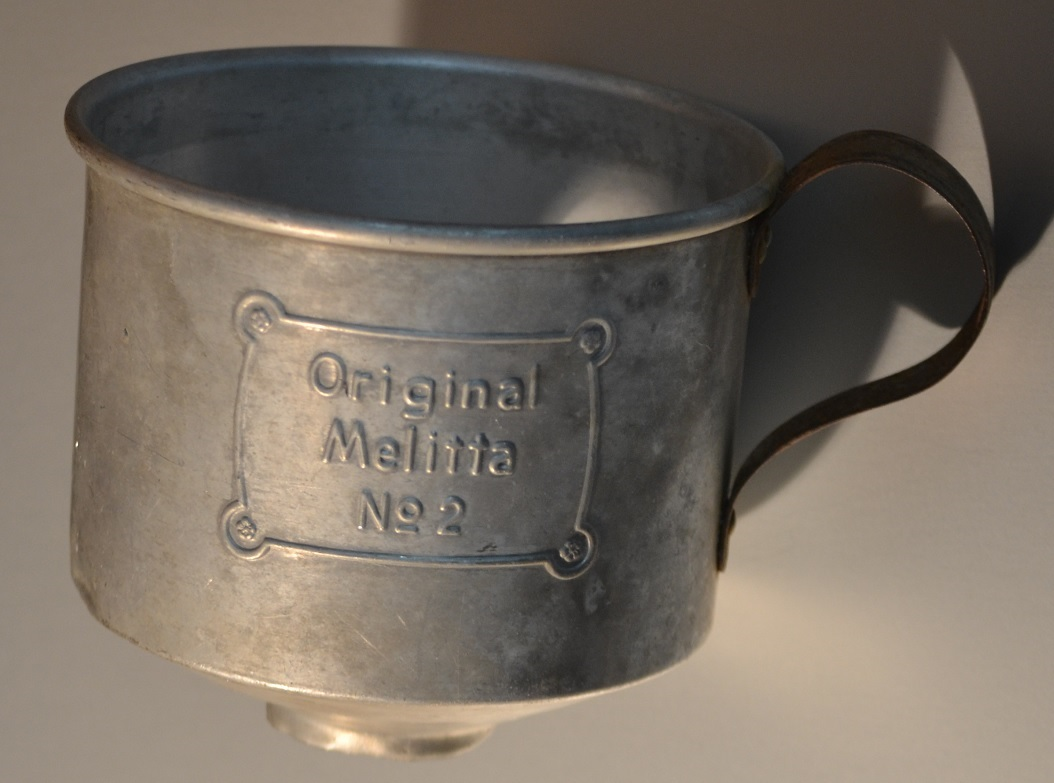
Boîte de filtre Melitta en aluminium pour feuilles filtrantes.
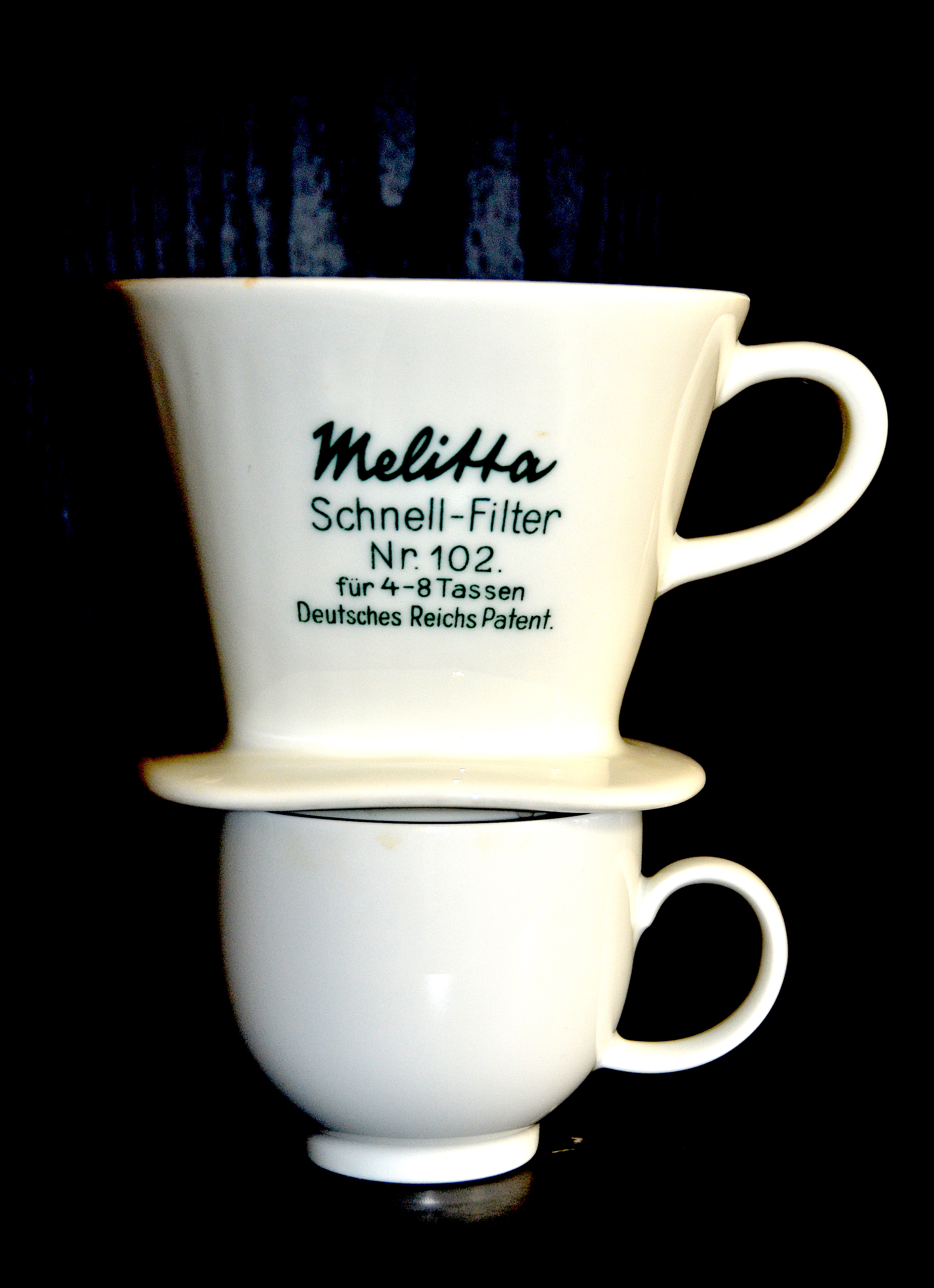
Filtre à café Melitta des années 1930.
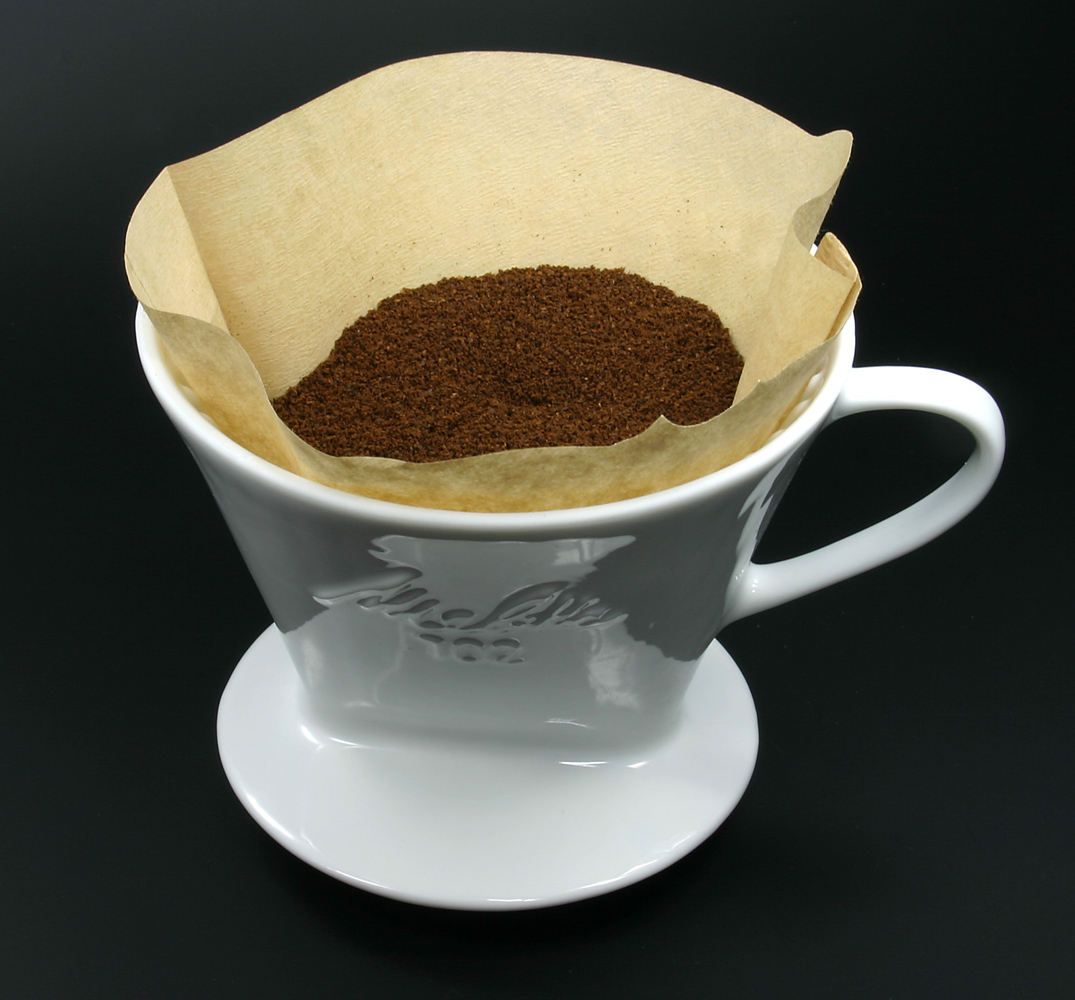
Filtre à café Melitta.
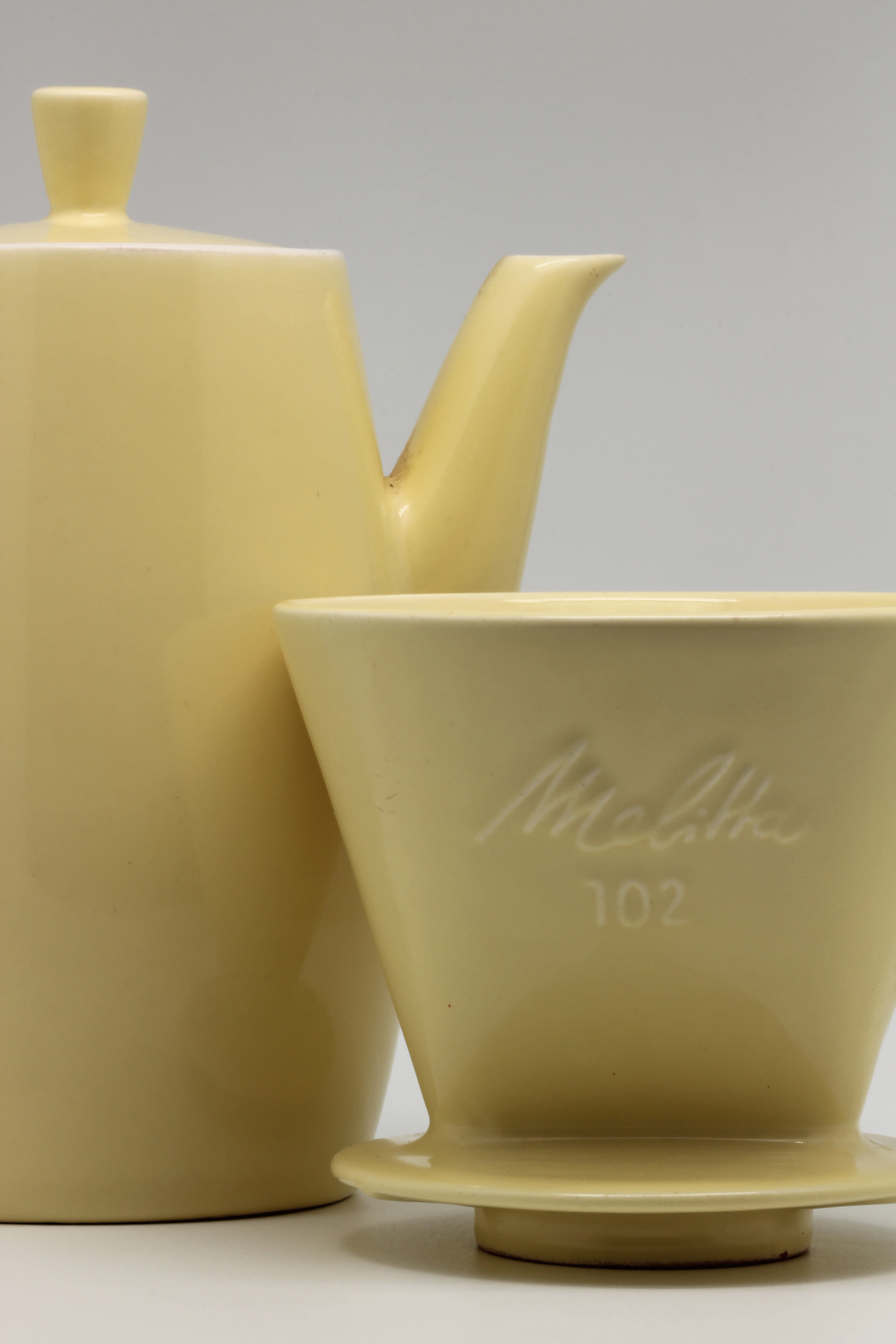
Cafetière Melitta et son filtre.

## L'entreprise aujourd'hui
Melitta possède de très nombreuses divisions, notamment au Brésil, en Suède, aux États-Unis, au Japon, en Chine, en France, en Belgique, aux Pays-Bas, en Suisse ou au Canada...
Melitta France SAS, la filiale française de Melitta, est implantée à Paris et Chézy-sur-Marne. Elle était également présente à Tourcoing, depuis le rachat en 2004 de l'entreprise Codiac, spécialisée dans la fabrication d'accessoires pour appareils électroménagers. Ce site a été fermé en 2010, à la suite d'une opération de restructuration des activités françaises de Melitta, qui a entraîné la délocalisation de la production de filtres à café de Chézy-sur-Marne vers l'Allemagne, et le transfert de l'activité logistique de Tourcoing vers Chézy.
La filiale Melitta Espagne a été fermée en 2004.